# Omm el aroussa
Omm el aroussa é um filme de drama egípcio de 1963 dirigido e escrito por Atef Salem. Foi selecionado como representante do Egito à edição do Oscar 1964, organizada pela Academia de Artes e Ciências Cinematográficas.

## Elenco
- Taheyya Kariokka
- Imad Hamdi